# Fogó Primus
|  | No s'ha de confondre amb Fogó de petroli. |

El fogó Primus o fogó de querosè a pressió, és un tipus especial de fogó, que presenta característiques particulars: és petit, es pot transportar, es caracteritza per la seva considerable comoditat. L'avantatge d'aquest fogó és que combina l'avantatge de ser petit i la comoditat de ser transportable (un fogó de petroli no és, en general, transportable).

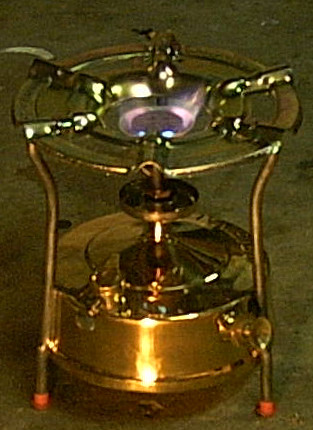
fogó Primus

El primer fogó per cuinar de querosè a pressió, va ser el fogó Primus, desenvolupat el 1892 per Frans Wilhelm Lindqvist, un mecànic d'una fàbrica d'Estocolm, Suècia. El fogó es va basar en el disseny dels bufadors de querosè a pressió, en la seva patent, Lindqvist protegia el cremador que va col·locar a la part alta en lloc de cap a l'exterior com en el bufador. El mateix any, Lindqvist es va associar amb Johan Victor Svensson per crear la Fàbrica de fogons de querosè de JV Svensson per a la fabricació de les noves cuines, que es van vendre sota la marca Primus. El primer model va ser el fogó N º 1, que va ser ràpidament seguit d'un variat nombre de models de fogó de diferents mides. Poc després,BA Hjorth & Co(posteriorment anomenada Bahco), una empresa d'eines i enginyeria radicada a Estocolm, va aconseguir el 1889 els drets exclusius per vendre els fogons Primus.
L'eficient fogó Primus, es va guanyar ràpidament una reputació de ser fiable i durador tot donant-li un ús diari, la seva fiabilitat era molt elevada fins i tot en condicions adverses, va ser el fogó escollit per Roald Amundsen per a portar amb la seva expedició al pol Sud, i Richard Byrd el va portar en la seva expedició al pol Nord. El fogó Primus també va acompanyar a Mallory i Tenzing a l'Everest diverses dècades més tard. Tot i que moltes altres empreses van fer fogons portàtils amb un disseny similar al Primus, aquest nom s'ha convertit en la denominació genèrica per tots els fogons d'aquest tipus, siguin del fabricant que siguin.

## Construcció
El model Nº 1 del fogó Primus era de llautó, amb un dipòsit de combustible a la base, del qual sortia en vertical el tub pel qual pujava el querosè al cremador. Al voltant del cremador hi havia una placa d'acer sobre la qual es posava el recipient a escalfar i que quedava per sobre del cremador, la placa tenia tres potes de suport. La resta de models de fogons Primus, podien ser més grans o més petits, però tenien el mateix disseny bàsic. El fogó del model N º 1 pesava al voltant d'1 quilo i mesurava uns 20 cm d'alçada amb un diàmetre total de poc menys de 17 cm. El dipòsit era d'uns 7 cm d'alçada amb una capacitat d'una mica més de 2 litres de querosè, el que donava per tenir-lo encès durant 4 hores.

## Funcionament

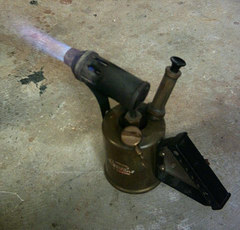
Torxa de querosè, basada en el disseny Primus

Per encendre el fogó calia escalfar prèviament el tub d'alimentació del cremador, el que es feia cremant alcohol en un petit recipient metàl·lic que hi havia al voltant del tub i sota del cremador. Un cop escalfat el tub i, per tant, el querosè s'encenia aprofitant pujava perquè el dipòsit estava pressuritzat amb aire que es injectava en ell per mitjà d'una bomba manual integrada en el dipòsit.
El querosè es vaporitzava i polvoritzada formant un raig al centre del cremador on es barrejava amb l'aire i cremava amb una flama blava sense sutge. Augmentant la pressió en el dipòsit la flama es feia més gran, girant una petita clau, es reduïa la pressió, aconseguint així reduir la mida de la flama.
Abans de la introducció del Primus, els fogons de querosè es construïen de la mateixa manera que les llums d'oli, utilitzaven una metxa per extreure el combustible del dipòsit, però es produïa una gran quantitat de sutge a causa d'una combustió incompleta. El disseny del fogó Primus, que utilitzava la pressió i la calor per vaporitzar el querosè abans de la ignició, donava com a resultat una crida més eficient i sense sutge. Com que no utilitzava metxa ni produïa sutge, el fogó Primus s'anunciava com el primer "sense sutge i sense metxa".